# Gransden Lodge
Gransden Lodge was een autorace nabij de Britse stad Cambridge, verreden op het circuit van Gransden Lodge. De race maakte in 1946 en 1947 deel uit van het grand-prixseizoen.

## Winnaars van de grand prix
- Hier worden alleen de races aangegeven die plaatsvonden tijdens de grand-prixseizoenen tot 1949 en Formule 1-races vanaf 1950.

| Jaar | Coureur      | Constructeur | Locatie        | Verslag |
| ---- | ------------ | ------------ | -------------- | ------- |
| 1947 | Dennis Poore | Alfa Romeo   | Gransden Lodge | Verslag |
| 1946 | Reg Parnell  | Maserati     | Gransden Lodge | Verslag |